# Makiyamaia scalaria
Makiyamaia scalaria é uma espécie de gastrópode do gênero Makiyamaia, pertencente a família Clavatulidae.